# Nontron-Paragneis
Der Nontron-Paragneis ist ein variszischer, hochmetamorpher Paragneis des nordwestlichen Massif Central.

## Geographie

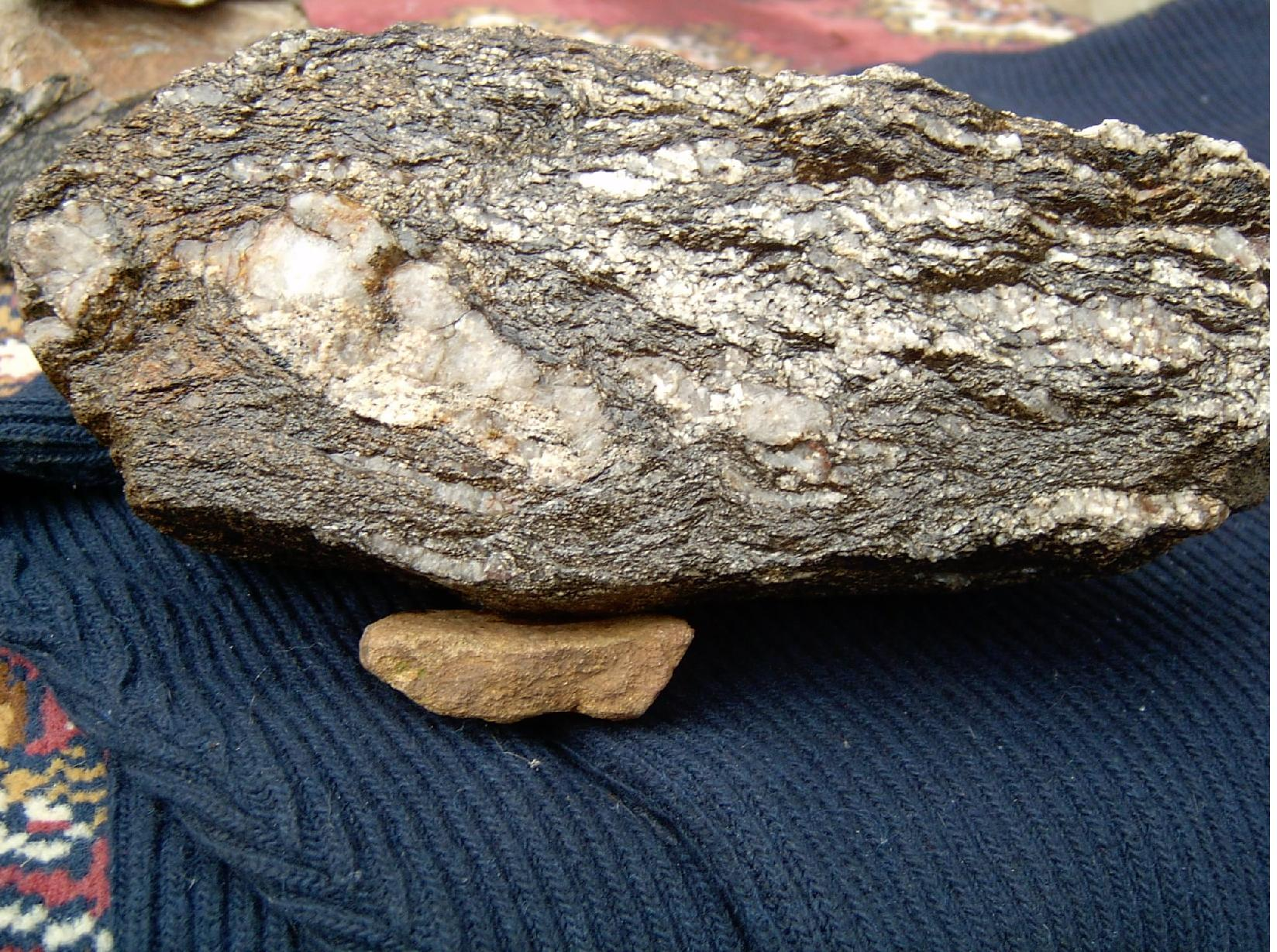
Plagioklasreicher Paragneis von Nontron mit Deformationsphasen D 2 (unten) und D 4 (oben)

Der Nontron-Paragneis stellt ein isoliertes Paragneisvorkommen dar, welches im Südwesten des parautochthonen Saint-Mathieu-Doms ansteht. Das Vorkommen besitzt eine Längserstreckung in Ost-West-Richtung von 3 Kilometer, seine Breite in Nord-Südrichtung beträgt jedoch nur 1,3 Kilometer. Es liegt beiderseits des Bandiats und reicht vom Tabataud-Steinbruch Nontrons im Osten bis nach Le Petit Saint-Martin, das zur Gemeinde Saint-Martial-de-Valette gehört, im Westen. Im Stadtgebiet von Nontron bildet es auf der rechten Flussseite des Bandiats die Südabbrüche der Unter- und der Altstadt Nontrons, setzt sich aber auch linksseitig in Richtung Les Loges und entlang der D 3 weiter fort. Im Gemeindegebiet von Saint-Martial-de-Valette erscheinen die Paragneise auf der rechten Talseite des Bandiats um das Anwesen von Le Petit Claud, entlang der ehemaligen Bahnstrecke Quéroy-Pranzac–Thiviers bis Le Refuge und weiter bis in die Nähe von Le Petit Breuil. Linksseitige Vorkommen stehen am Friedhof von Saint-Martial-de-Valette, bei Le Moulin de Fauran, bei Hautes Roches, bei Les Îles und beim bereits erwähnten Le Petit Saint-Martin an.

## Geologie
Der Nontron-Paragneis (mit dem Kürzel ζ1-2 auf der geologischen Karte) ist ein Migmatit – genauer ein Metatexit – der anatektische Absonderungen enthält. Im Osten und Norden von Nontron wird er vom Piégut-Pluviers-Granodiorit eingerahmt, von dem er sich durch Verwerfungen absetzt. Am Friedhof von Nontron bedecken Arkosen des Hettangiums den Paragneis, sehr wahrscheinlich transgressiv. Verwerfungen trennen ihn dann erneut auf seiner Südseite von Jurakalken des Unterjuras und Doggers ab (Oberes Bajocium j1b-2a, teils rekristallisiert,  und Bathonium j2b). An seinem Nordwestende bei Le Petit Breuil wird er ebenfalls von Liasarkosen transgrediert. Westlich von Nontron wird der Paragneis vom Kolluvium des Pleistozäns (geröllführende Alterite,  hervorgegangen aus fluviatilen Umlagerungsprodukten) verdeckt (Formation ACF). Desgleichen nordwestlich von Saint-Martial-de-Valette, mit dem Unterschied, dass das Kolluvium hier direkt dem Anstehenden entstammt (Formation AC). Im Tal des Bandiats schließlich maskiert holozänes Alluvium (Formation K) das Grundgebirge. Der sonst recht eng ins Grundgebirge eingeschnittene Bandiat hat sich südlich von Le Petit Claud zu einer nahezu 300 Meter breiten Flussau erweitert.

## Mineralogie

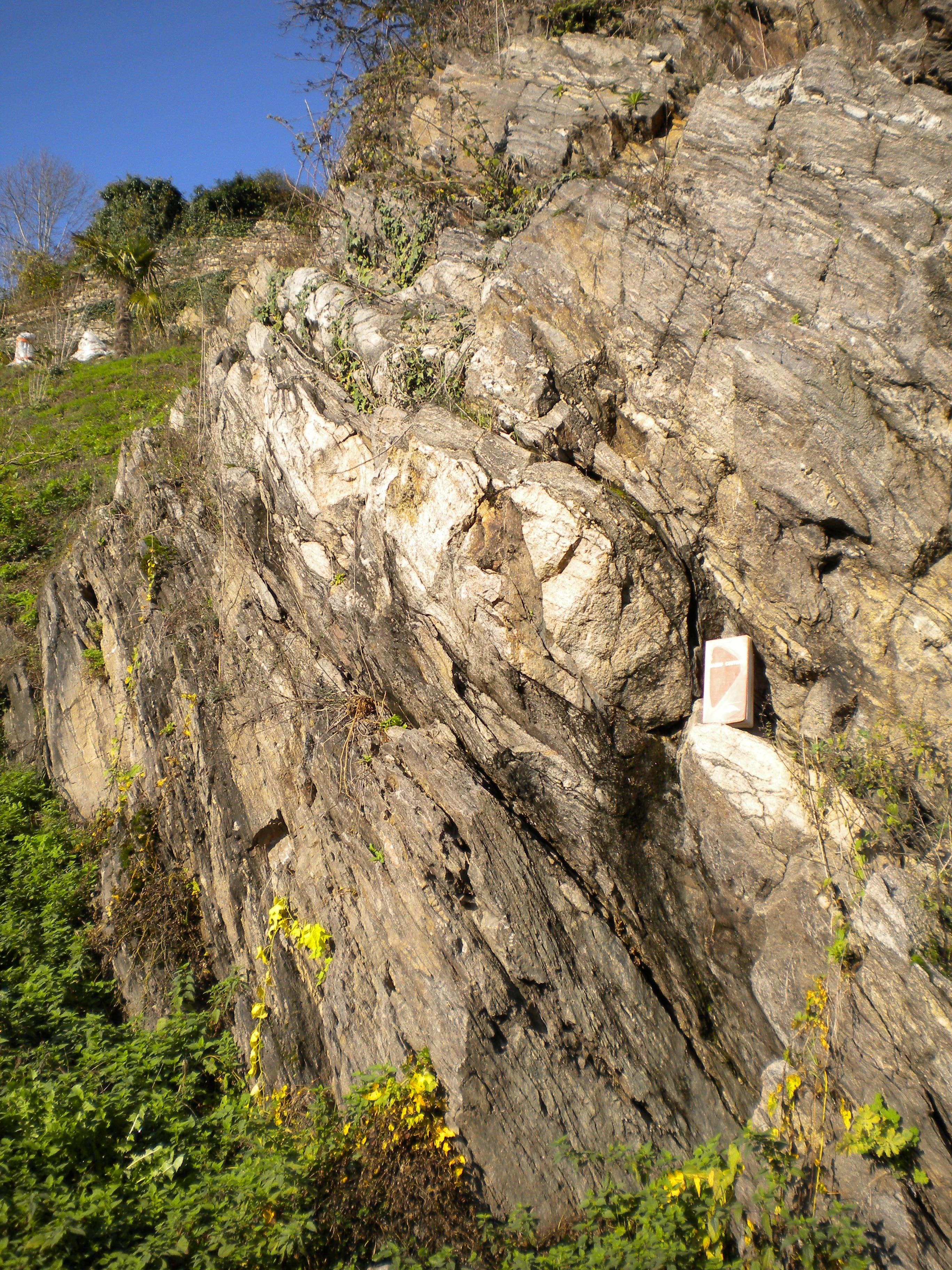
Der Nontron-Paragneis unterhalb der Grundfesten des alten Schlosses von Nontron. Der boudinierte Paragneis fällt hier mit 48° nach Nordnordost ein.

Die Normalfazies des Nontron-Paragneises enthält folgende Minerale:
- Quarz
- Plagioklas – Oligoklas (An25)
- Biotit
- Sillimanit
- Muskovit
- Granat – Almandin.

Akzessorisch treten hinzu:
- Apatit
- Zirkon
- Turmalin
- Opakminerale.

Der teils sehr häufig auftretende Biotit ist von rotbrauner Farbe und zeigt schön geformte Lamellen, die Zirkoneinschlüsse enthalten können. Er kann sehr groß ausfallen und erscheint vor allem in schiefrigen Partien des Gesteins, in denen er die Foliation unterstreicht. Der Sillimanit tritt manchmal sehr häufig auf und bildet spindelförmige Cluster (Fibrolit), die mit Biotit vergesellschaftet sein können. Er ist stark abhängig vom generellen Aluminiumgehalt und kann folglich in an Aluminium armen Lagen auch ganz fehlen. Der sporadische Almandin ist von geringer Korngröße. Muskovit und Turmalin sind selten.

## Petrologie
Der dunkelgraue Nontron-Paragneis erscheint unter dem Mikroskop grano- bis granolepidoblastisch und besitzt mittlere Korngröße. Sein Chemismus entspricht dem von Grauwacken, die wahrscheinlich aus nur wenig entwickelten terrigenen Sedimenten hervorgegangen sind. Die Glimmer- und Aluminium-reichen Lagen tendieren jedoch mehr zu Tonschiefern. Es wird angenommen, dass die Ausgangssedimente einer Flyschserie entstammen, die am nördlichen Kontinentalrand von Gondwana abgelagert worden war.
Die Foliation des Gesteins ist generell gut entwickelt, aber meist unregelmäßig aufgrund späterer Fältelung. Eine kompakte Bankung vom Zentimeter- bis in den Dezimeterbereich ist vorhanden. Diese geht meist progressiv in mehr schiefrige, glimmerreiche Partien über. Global betrachtet sind letztere aber im Nontron-Paragneis eindeutig untergeordnet und können auch total fehlen – was dem Gestein dann oft ein sehr massives Erscheinungsbild verleiht.
Südlich von Nontron kann auf der linken Talseite des Bandiats eine sehr dunkle, glimmerreiche Fazies beobachtet werden. Ihre Ränder sind zwar diffus, sie scheint aber dennoch konkordant zur generellen Foliation zu verlaufen. Sie besteht aus Quarz, Biotit, Plagioklas, hellbrauner Hornblende, Titanit, Zirkon und Opakmineralen. Sie stellt wahrscheinlich eine weitaus basischere Absonderung in den Grauwacken dar – womöglich handelt es sich hier um wiederaufgearbeitete ehemalige Tuffe.
Nach der Unterbrechung durch den Piégut-Pluviers-Granodiorit erscheinen weiter südöstlich in Richtung Saint-Pardoux-la-Rivière erneut sehr ähnliche Paragneise bei Le Puy. Diese unterscheiden sich aber durch einen höheren Glimmergehalt und entstammen somit tonreicheren Ausgangsgesteinen. Ein weiterer Paragneis tritt weiter östlich bei Savignac-de-Nontron in Erscheinung, welcher ebenfalls sehr glimmerreich ist. Seine Fortsetzung in Richtung Saint-Pardoux-la-Rivière ist stark von anatektischen Mobilisaten des Piégut-Pluviers-Granodiorits durchsetzt. All diese Paragneise wurden vormals zur Dronne-Gruppe gestellt, welche als tektonisch tiefstliegende, parautochthone Einheit noch unterhalb der Unteren Gneisdecke aufgefasst wurde. Anatektische Paragneise finden sich auch am Nordwestrand des Saint-Mathieu-Doms zwischen Busserolles, Bussière-Badil und Montbron.
Ein Übergang zum Piégut-Pluviers-Granodiorit ist leider nirgendwo einzusehen, es lassen sich daher auch keinerlei Aussagen über eventuelle Intrusionsverhältnisse machen. Dennoch ist stark anzunehmen, dass der Granodiorit ein oberkarbonisches Mobilisat des Paragneises darstellt.

### Anatexis
Das partielle Aufschmelzen des Gesteins (Anatexis) äußert sich in Mobilisaten, die im Bandiattal südlich von Nontron und talauswärts von Saint-Martial-de-Valette angetroffen werden. Die Mobilisate bilden entweder nicht allzu dicke, helle, abgesonderte Lagen oder mandelförmige Linsen, die konkordant zur Foliation im Gesteinsverband auftreten. Ihre mineralogische Zusammensetzung besteht aus Quarz und Feldspat (Plagioklas und auch unverzwillingter Alkalifeldspat) sowie gelegentlich etwas Biotit. Gelegentlich treten auch Gänge und Gängchen granitischer Zusammensetzung auf (auf der Karte als μγ3-4 bezeichnet), welche die Foliation netzwerkartig durchschneiden und so die metamorphen Abschnitte voneinander trennen. Anatektische Phänomene dieser Art kommen aber nur sporadisch vor und sind in ihrem Volumen begrenzt. Relativ häufig zu beobachten ist die Ansammlung der Mobilisate in Faltenscharnieren.

## Tektonik

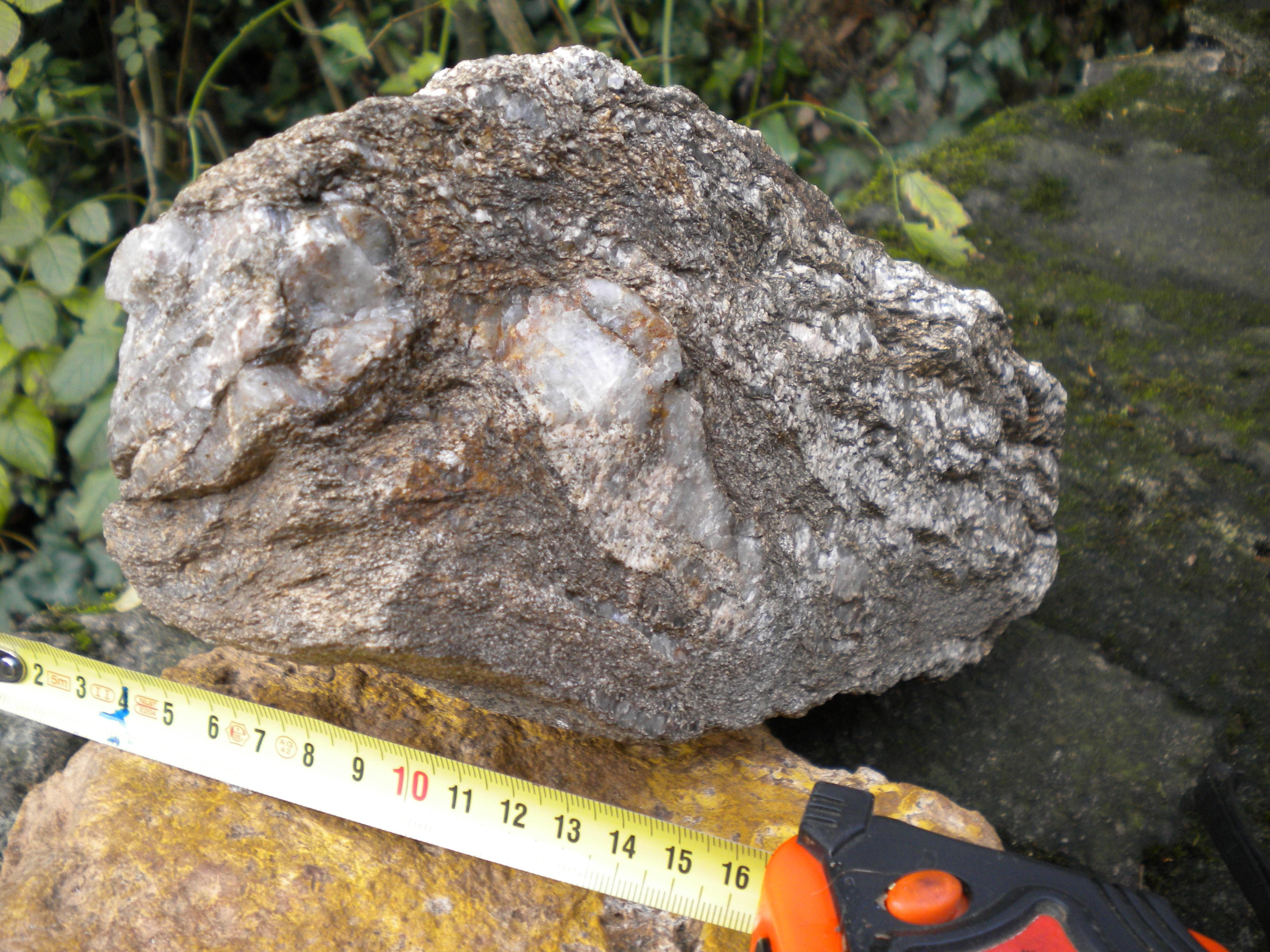
Nontron-Paragneis mit mehreren Deformationsphasen im selben Handstück. Zu erkennen sind anhand von Porphyroblasten D 1 (linke Seite), D 2 (Vorderseite) und darüber D 4 mit Abgleiten nach rechts (Südosten)

### Metamorphose
Der Protolith des Nontron-Paragneises wurde spätestens ab dem Unterdevon (d. h. vor rund 415 Millionen Jahren) regionalmetamorph verändert. Erreicht wurden die Bedingungen der Amphibolit-Fazies. Die Regionalmetamorphose verlief mehrphasig und endete im Famennium noch vor Beginn des Unterkarbons (vor 360 Millionen Jahren). Sie beinhaltete ein anatktisches Ereignis M 1, das dem Frasnium zwischen 376 und 374 Millionen Jahren zugeordnet werden kann. Gegen Ende des Tournaisiums vor 350 Millionen Jahren war dann die generelle Abkühlung erfolgt.
Die erste Phase D 0 – gleichzusetzen mit der frühvariszischen Ardennenphase – war unter recht hohem Druck, aber niederer Temperatur verlaufen (HP-LT). Sie ist aber nur in der Oberen Gneisdecke vollständig dokumentiert. Für sie werden Alter zwischen 421 und 405 Millionen Jahren angegeben (Obersilur bis Unterdevon).
Die anschließende zweite Phase D 1 war eine typisch prograde  Regionalmetamorphose des Barrow-Typs, die unter mittlerem Druck und mittlerer Temperatur erfolgte (MP-MT). Kennzeichnend für sie ist eine duktile Deformation, die unter Ausbildung eines Strecklinears L 1 in Südwest-Richtung aufglitt. Die assoziierte anatektische Phase war hochtemperiert, verlief aber nur noch bei schwachem Druck (LP-HT). Im Verlauf von D 1 entstanden großdimensionale Isoklinalfalten mit der dazugehörenden flachliegenden Foliation. Entlang der Faltenachsen kam es zu Abrissen der Faltenschenkel, die zu deckenartigen Überfahrungen führten. Das Grundgebirge wurde zerschert, und es bildeten sich weiter im Osten zwei größere Deckenverbände heraus, die Untere Gneisdecke und die Obere Gneisdecke. Das Eingleiten des Hangenden erfolgte gegen Südwest.
Die metamorphen Bedingungen in der benachbarten Unteren Gneisdecke des Limousins waren hierbei wie folgt: 1,2 Gigapascal und 450° C für D 0 und 0,9 GPa und 700° C für D 1. Die Anatexie war bei etwas vermindertem Druck (Druckentlastung) von 0,7 GPa und 750° C abgelaufen.
Die hauptsächliche tektonometamorphe Entwicklung mit Versenkung, duktilem Auspressen nach Südwesten und Migmatisierung war somit innerhalb des Devons erfolgt – in etwa zeitgleich mit der Akadischen Phase der Appalachen. Die geodynamische Entwicklung war aber für den Paragneis nicht beendet, vielmehr durchlief er auch noch die Schlussphase der Variszischen Orogenese mit den Stadien D 2 (Bretonische Phase) und D 4. Das Stadium D 2 wird ebenfalls durch eine duktile Deformation charakterisiert, welche aber überkreuzend zu D 1 das Hangende nach Nordwest aufschob (mittels einer nach Südosten gerichteten Unterströmung). Die Deformation D 2 situiert sich im Unterkarbon im Zeitraum 360 bis 350 Millionen Jahre (Tournaisium). Ihre Bedingungen waren 0,9 GPa und 550° C (ebenfalls MP-MT). Die spätvariszische Deformationsphase D 4 datiert ins Oberkarbon in den Zeitabschnitt 320 bis 310 Millionen Jahre. Sie begleitet das gravitative Aufsteigen des Orogens und dessen Zerscherung (tektonische Denudation), die sich als duktiles Abgleiten nach Südosten manifestierte.
Der Nontron-Paragneis dokumentiert auf sehr deutliche Weise die Deformationen D 1, D 2 und D 4, die gelegentlich auch in ein und demselben Handstück beobachtet werden können (siehe Abbildung).

### Faltung
Die Deformationsphasen D 1 und D 2 der Regionalmetamorphose wurden von zwei hauptsächlichen Faltungsereignissen P 1 und P 2 begleitet. Hierbei entstanden flachliegende Foliationsebenen und dazu parallele Isoklinalfalten, die ein sehr tiefes strukturelles Stockwerk belegen (tiefer als 0,9 GPa d. h. eine Teufe von rund 30 Kilometer). Die Deformationsphase D 4 bewirkte Kleinfältelung und Krenulationen.

### Foliation

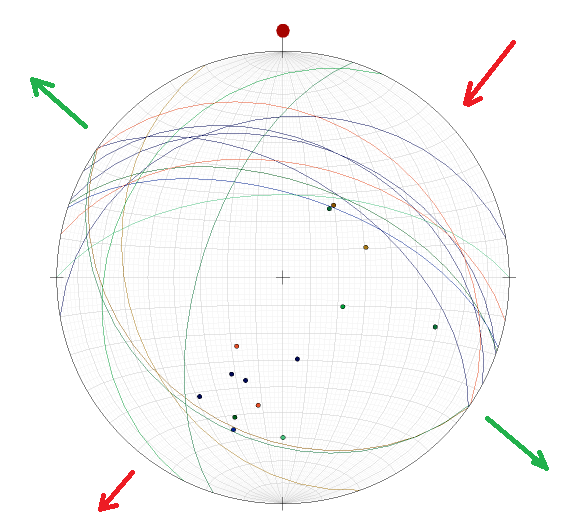
Die Foliationen dargestellt im Stereonetz

Bedingt durch die Faltungen legen die Foliationen sehr unterschiedliche räumliche Ausrichtungen an den Tag, die aber dennoch bestimmten bevorzugten Streichichtungen folgen. Stark vertreten sind die Südost-, die Ostsüdost-, die Ost-, die Ostnordost- und die Nordostrichtung. Das zugehörige Einfallen zeigt überwiegend in den Nordost-, Nord- und Nordwestsektor (es kann aber auch bei Saint-Martial-de-Valette flaches Einfallen gen Südwest beobachtet werden). Der Einfallswinkel liegt hierbei generell um 30°, kann sich aber des Öfteren (wie z. B. am Schloss von Nontron) bis auf rund 50°, ja bis 60° versteilen. Die generelle Vergenz zeigt somit eindeutig in südwestliche Richtung (mit einem Maximum bei 40° SSW) und repräsentiert die Deformationsphase D 1. Schräg hierzu ist aber auch WNW-gerichtetes Einfallen zu beobachten – verursacht wahrscheinlich durch D 2.

### Strukturen
Der Nontron-Paragneis zeigt als geodynamische Strukturen mandelförmige leukokrate Scherlinsen in C/S-Position (C-Typus), die teils als boudinierte Züge angeordnet sind, sowie abgesonderte Quarzlinsen (ebenfalls in C/S-Position) und Quarzbänder. Auch Krenulationsschieferungen (Abschiebungskrenulationen) sind zu beobachten, die durch Kleinfältelungen bedingt werden. Ferner erscheinen noch sbc-Strukturen – Scherbänder des C'-Typus (Englisch shear band cleavage). Letztere deuten auf erfolgte Dehnung innerhalb einer Scherzone hin und treten in den beiden Deformationsphasen D 1 und D 2 auf.

### Bruchtektonik
Seit dem Abschluss der geodynamischen Ereignisse unterliegt der Nontron-Paragneis der Bruchtektonik. Sein Vorkommen wird von Störungen begrenzt, welche im unmittelbaren Zusammenhang mit der Randstörung des Zentralmassivs stehen. Die bevorzugten Richtungen folgen dem typischen Bruchsystem des Variszikums. Es sind folgende Richtungen vertreten: Nordost (N 045), Ostnordost (N 070), Ost (N 090), Ostsüdost (N 110), Südost (N 135) und Südsüdost (N 160). All diese Störungen sind mehr oder weniger steilstehend.
Am Gestein selbst lassen sich zahlreiche Harnischstriemungen und Strecklineare beobachten, die zum Großteil an die Foliationsebenen gebunden sind und nur selten auch an hierzu schrägen Ebenen ansetzen. Die Bewegungen erfolgten somit überwiegend parallel zur jeweiligen Foliation. Die Bewegungsrichtung war aber nicht uniform, sondern sie zeigt rotationsbedingt vielmehr leichte Streuungen und teils auch Überkreuzungen.
Dass der Paragneis unter Dehnung gestanden haben muss, lässt sich an eingedrungenen Quarzgängen erkennen.

## Alter
Radiometrische Altersbestimmungen des Nontron-Paragneises liegen nicht vor. Sein Entstehungsalter wird jedoch auf den Zeitraum 530 bis 470 Millionen Jahre eingegrenzt, d. h. Unterkambrium bis Mittelordovizium. Der Nontron-Paragneis ähnelt sehr stark den mittleren Paragneisen der Unteren Gneisdecke im Bas-Limousin, welchen ein mittel- bis oberkambrisches Alter zugeschrieben wird. Klassischerweise wurde er von französischen Geologen als Sediment des Arvernischen Bereichs angesehen und ins Briovérium gestellt, welchem ein neoproterozoisches Maximalalter von 650 Millionen Jahren, gewöhnlich aber nur 600 bis 550 Millionen Jahren (Ediacarium) zugeschrieben wurde.

## Photogalerie

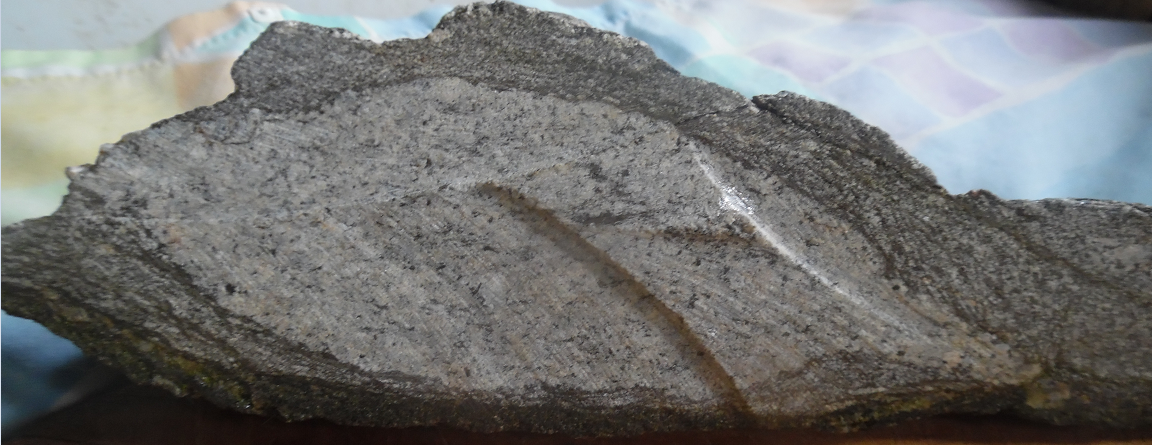
C/S Scherlinse aus dem Nontron-Paragneis. Relativer Bewegungssinn Hangendes nach links.
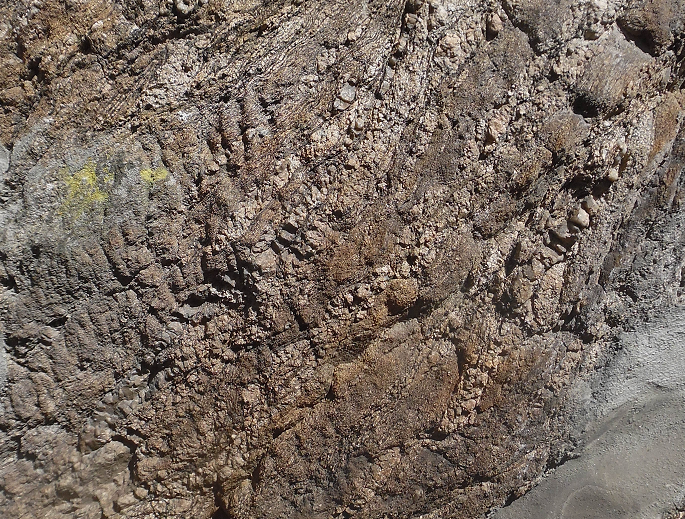
Aufschluss an der Post von Nontron. Die Foliation fällt mit 48° nach Nordnordost ein.
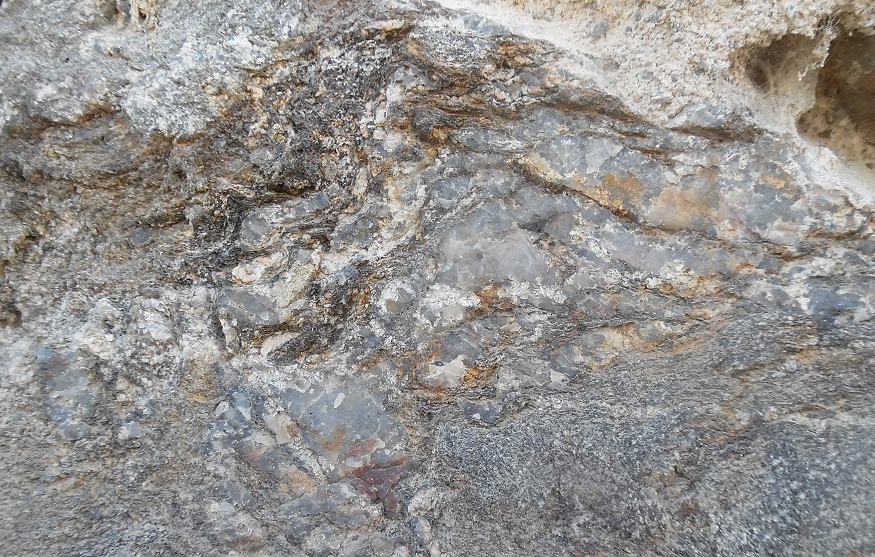
Anatektische Absonderung in einem Faltenscharnier des Paragneises
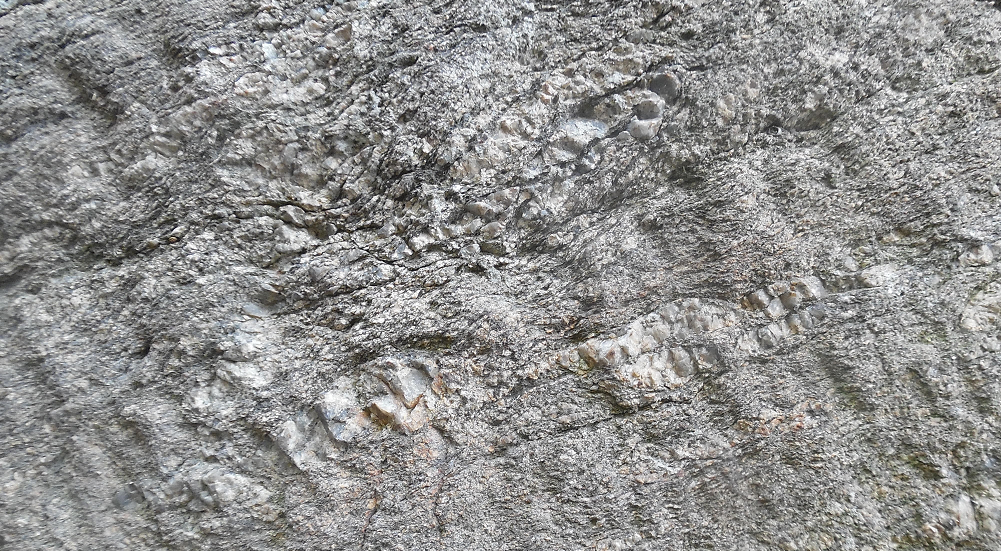
Detailansicht des Aufschlusses an der Post. Gut zu erkennen die steil nach rechts einfallende Abschiebungskrenulation.
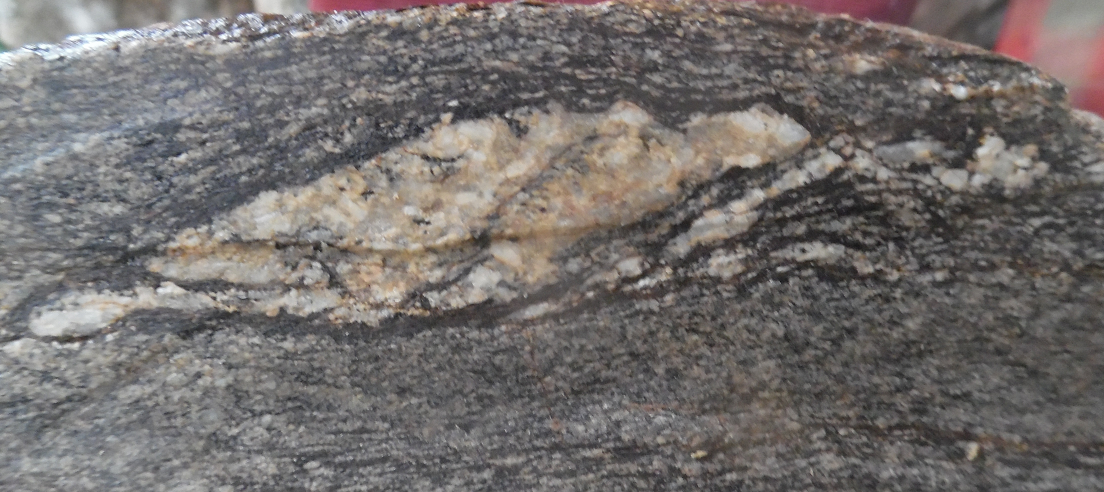
Anatektische Scherlinse mit Quarz, Oligoklas, Alkalifeldspat und etwas Biotit. Hangendes nach rechts.
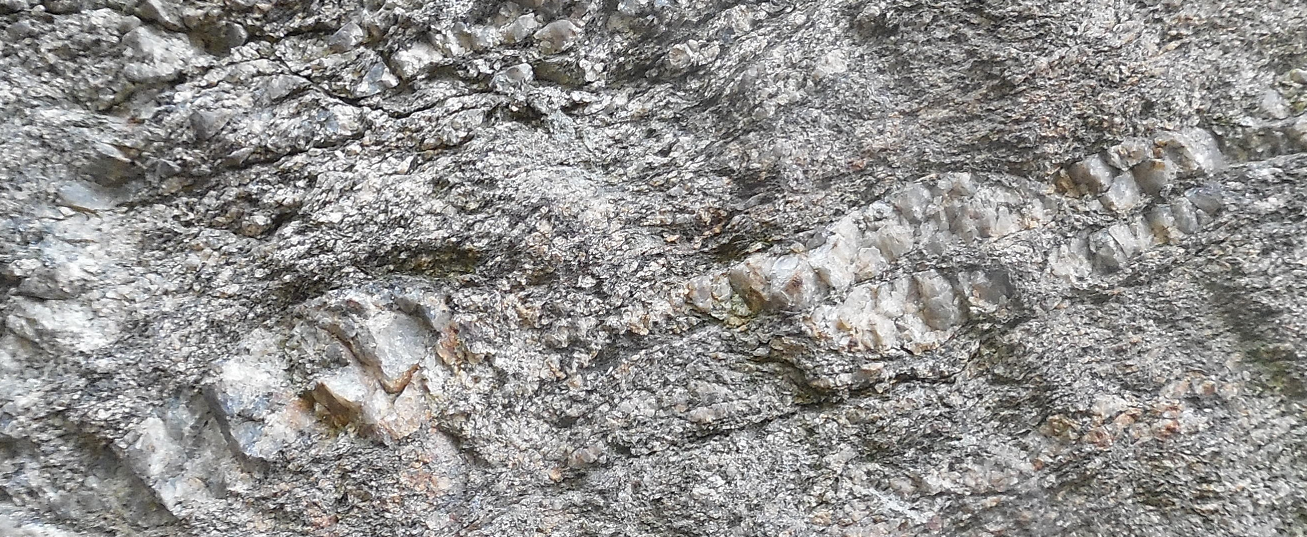
Aufschiebende Quarzlinsen in C/S-Attitüde, darüber ist sbc-Strukturation zu sehen
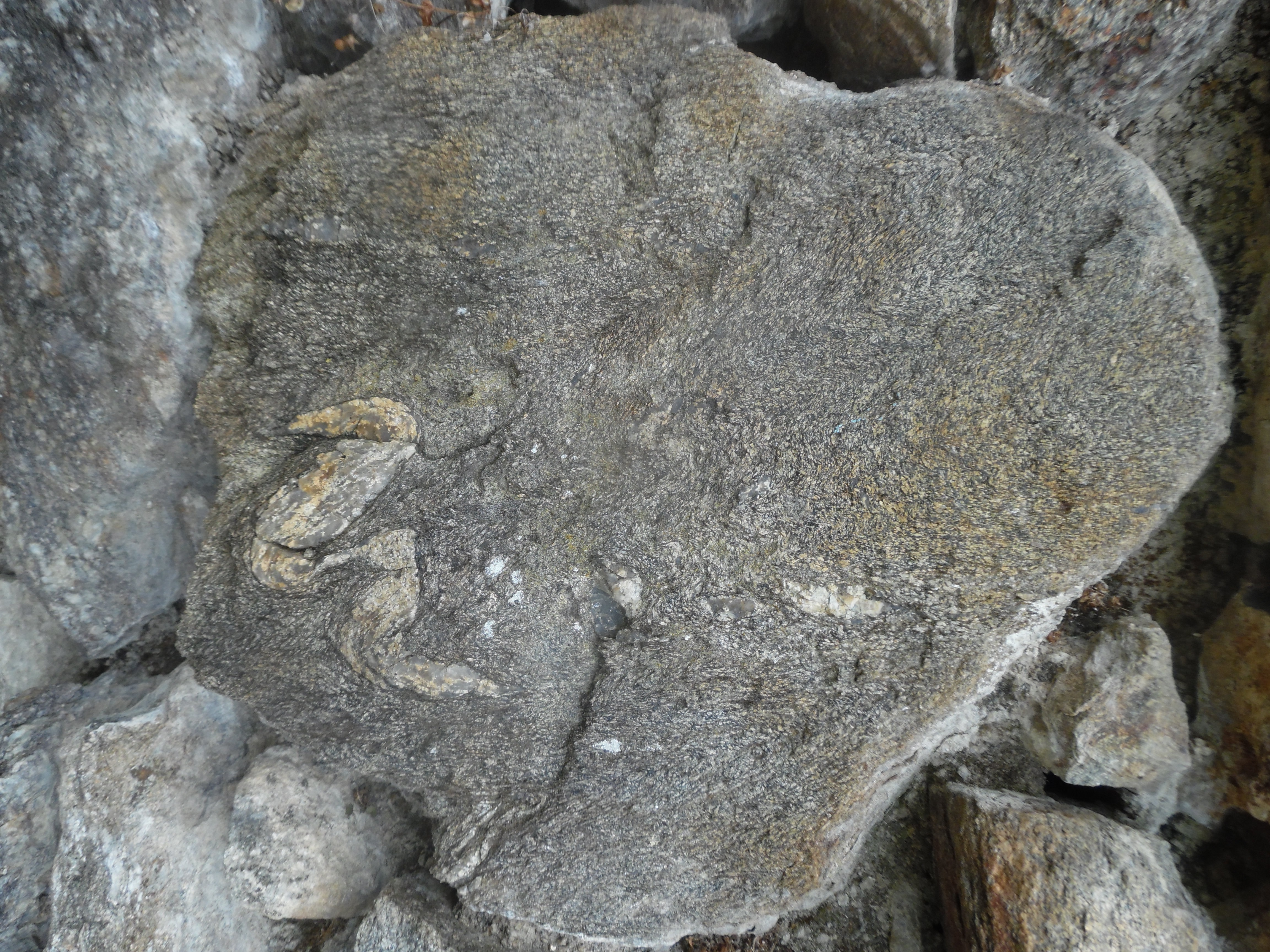
Asymmetrische Faltung einer antektischen Linse. Deutliche Kleinfältelung.
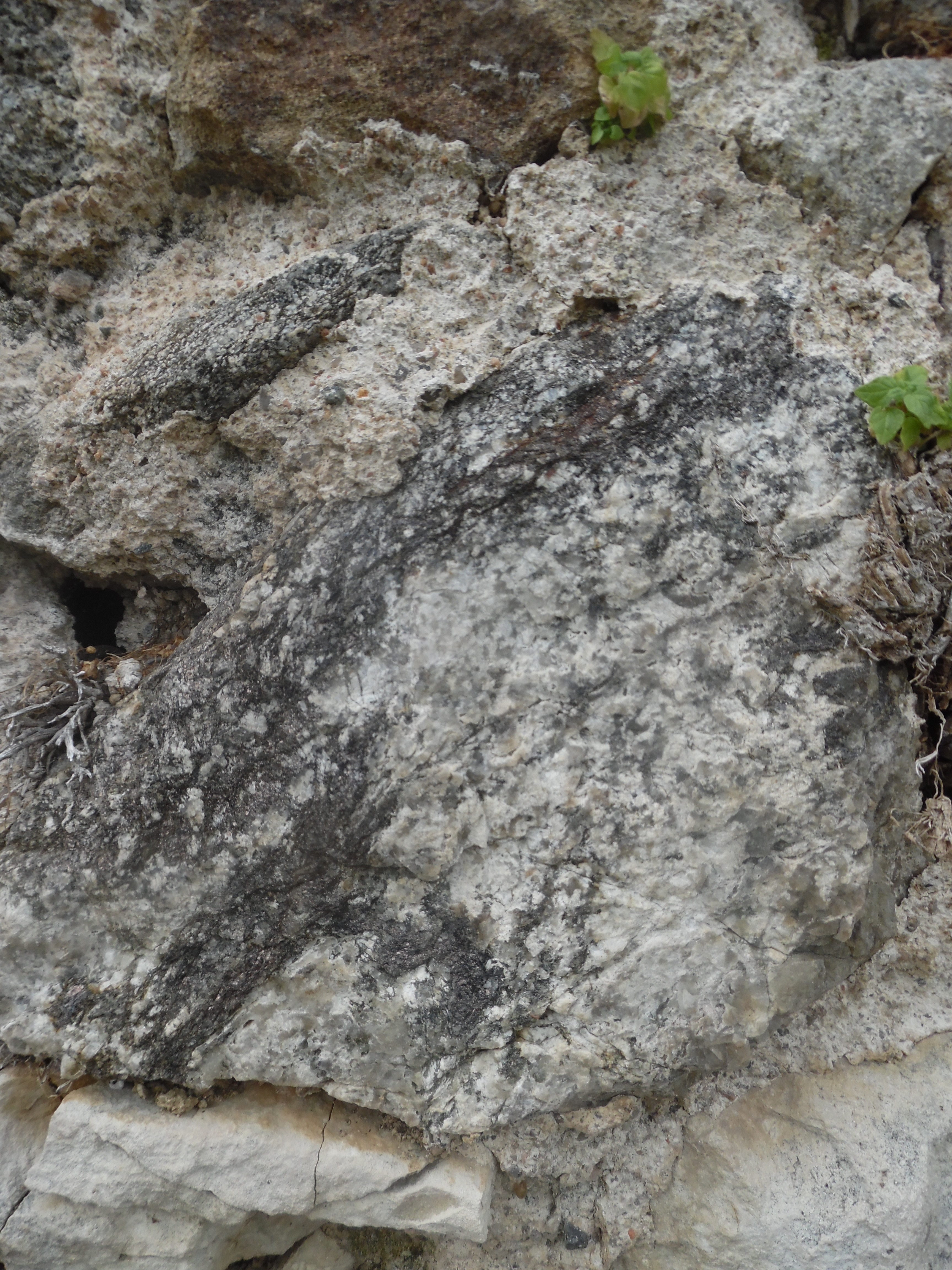
Faltenschenkel, der nahezu vollkommen von anatektischem Mobilisat durchtränkt wird